# Zvukový efekt
Zvukové efekty jsou uměle vytvářené nebo upravované zvuky, které se používají ve filmu, počítačových hrách, hudbě nebo jinde.
Ve filmu je zvukový efekt zvuk, který je vytvořen a použit jako důležitý prostředek vyprávění příběhu. Je rovnocenným doplňkem dalších forem použití zvuku - slova a filmové hudby.
„Tvorba zvukových efektů“ je také možné označení pro technické postupy dodatečně aplikované na zvukové nahrávky (např. přidání dozvuku, sčítání fázově posunutých zvuků).
Poznámka: ve světě profesionální filmové a televizní postprodukce se ostře odděluje nahrávání mluveného slova („dialogů“ - kontaktního zvuku, dabingu, postsynchronu), hudby a ruchů (anglicky „zvukových efektů“ - „sound effects“, „sound FX“). V tomto kontextu je potřeba si uvědomit, že se dialogy a hudba nikdy neoznačují jako „zvukové efekty“, ačkoliv se takto označují technické postupy na ně aplikované.